# Форт-Ларами (Вайоминг)
Форт-Ларами (англ. Fort Laramie, Wyoming) — город, расположенный в округе Гошен (штат Вайоминг, США) с населением в 243 человека по статистическим данным переписи 2000 года.

## Демография

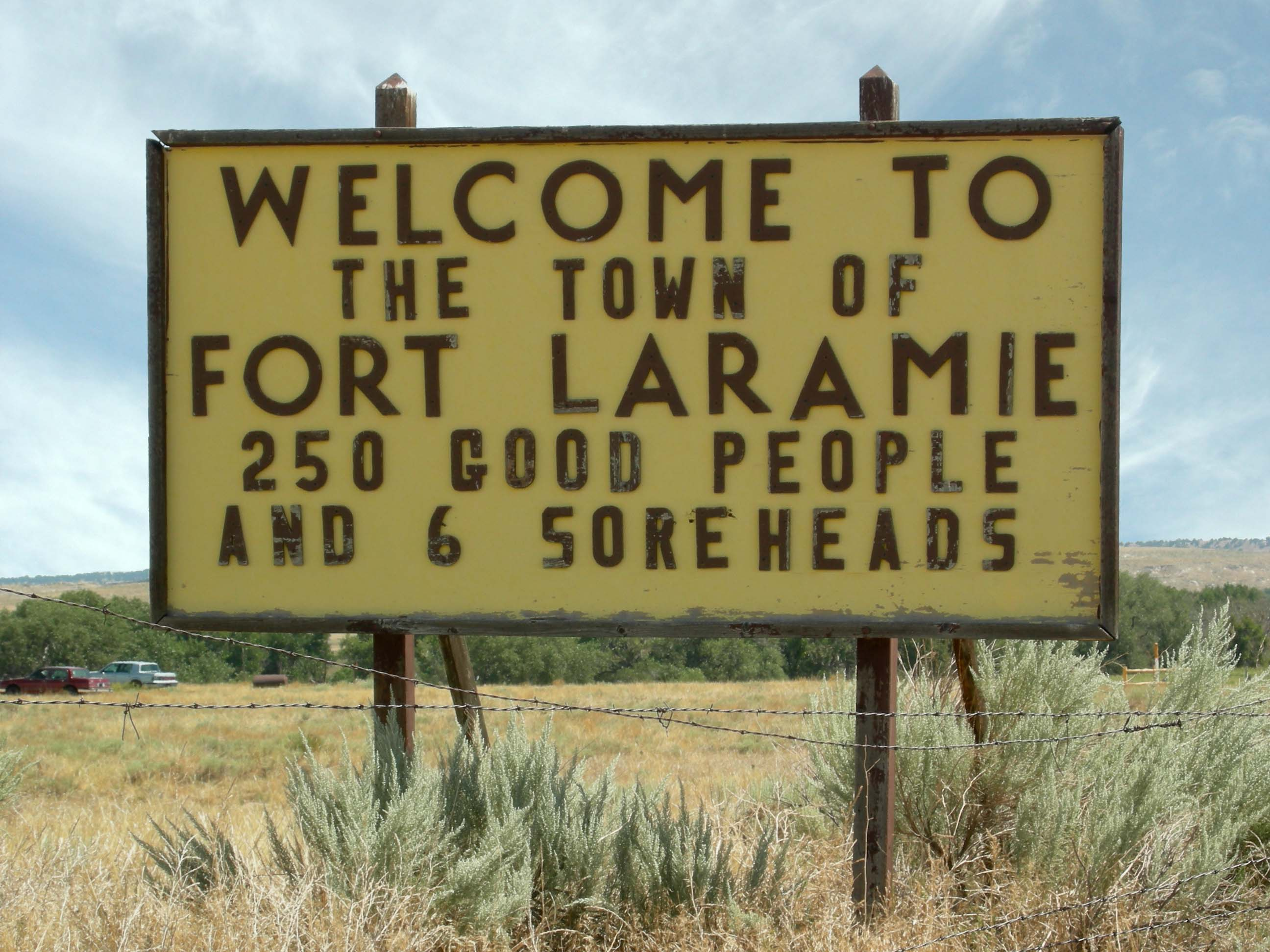
На въезде в Форт-Ларами

По данным переписи населения 2000 года в Форт-Ларами проживало 243 человека, 59 семей, насчитывалось 119 домашних хозяйств и 149 жилых домов. Средняя плотность населения составляла около 354 человека на один квадратный километр. Расовый состав Форт-Ларами по данным переписи распределился следующим образом: 94,65 % белых, 1,23 % — коренных американцев, 2,06 % — представителей смешанных рас, 2,06 % — других народностей. Испаноговорящие составили 4,53 % от всех жителей города.
Из 119 домашних хозяйств в 20,2 % — воспитывали детей в возрасте до 18 лет, 39,5 % представляли собой совместно проживающие супружеские пары, в 6,7 % семей женщины проживали без мужей, 50,4 % не имели семей. 42,0 % от общего числа семей на момент переписи жили самостоятельно, при этом 21,0 % составили одинокие пожилые люди в возрасте 65 лет и старше. Средний размер домашнего хозяйства составил 2,04 человек, а средний размер семьи — 2,86 человек.
Население города по возрастному диапазону по данным переписи 2000 года распределилось следующим образом: 21,8 % — жители младше 18 лет, 4,5 % — между 18 и 24 годами, 24,3 % — от 25 до 44 лет, 25,9 % — от 45 до 64 лет и 23,5 % — в возрасте 65 лет и старше. Средний возраст жителей составил 45 лет. На каждые 100 женщин в Форт-Ларами приходилось 91,3 мужчин, при этом на каждые сто женщин 18 лет и старше приходилось 84,5 мужчин также старше 18 лет.
Средний доход на одно домашнее хозяйство в городе составил 22 500 долларов США, а средний доход на одну семью — 32 917 долларов. При этом мужчины имели средний доход в 28 929 долларов США в год против 13 125 долларов среднегодового дохода у женщин. Доход на душу населения в городе составил 13 236 долларов в год. 18,9 % от всего числа семей в округе и 20,5 % от всей численности населения находилось на момент переписи населения за чертой бедности, при этом 23,3 % из них были моложе 18 лет и 12,5 % — в возрасте 65 лет и старше.

## География
По данным Бюро переписи населения США город Форт-Ларами имеет общую площадь в 0,78 квадратных километров, водных ресурсов в черте населённого пункта не имеется.
Город Форт-Ларами расположен на высоте 1292 метра над уровнем моря.
| Показатель                                       | Янв.  | Фев.  | Март | Апр. | Май  | Июнь | Июль | Авг. | Сен. | Окт. | Нояб. | Дек.  | Год   |
| ------------------------------------------------ | ----- | ----- | ---- | ---- | ---- | ---- | ---- | ---- | ---- | ---- | ----- | ----- | ----- |
| Средний суточный максимум, °C                    | 6,0   | 7,3   | 11,6 | 15,9 | 21,5 | 27,2 | 31,7 | 31,1 | 25,8 | 18,2 | 9,7   | 5,6   | 17,7  |
| Средний суточный минимум, °C                     | −10,6 | −10,1 | −6   | −1,7 | 3,9  | 8,7  | 12,0 | 10,7 | −5,1 | −2,1 | −7,4  | −11,1 | −0,7  |
| Норма осадков, мм                                | 5,1   | 11,4  | 18,8 | 43,9 | 64,8 | 65,8 | 52,8 | 36,1 | 39,4 | 27,9 | 13,7  | 6,9   | 386,8 |
| Источник: Western Regional Climate CenterService |       |       |      |      |      |      |      |      |      |      |       |       |       |

## В кино
- «Фургоны, на запад!» / Westward Ho, the Wagons! — режиссёр Уильям Бодайн (США, 1956).
- «Бунт в форте Ларами» / Revolt at Fort Laramie — режиссёр Лесли Селандер (США, 1956).
- «Ларами» / Laramie (телесериал) — режиссёр Лесли Селандер (США, 1959—1963).